# Nat Lofthouse
Nathaniel "Nat" Lofthouse (27 de agosto de 1925 – 15 de enero de 2011) fue un futbolista profesional inglés que jugó en el Bolton Wanderers durante toda su carrera. Fue convocado 33 veces para integrar la selección de fútbol de Inglaterra entre 1950 y 1958, anotando 30 goles y obteniendo así uno de los más altos promedio de goles por partido

## Carrera profesional
Nacido en Bolton, Lancashire, en 1925, Lofthouse se unió al principal club de la ciudad el 4 de septiembre de 1939 e hizo su debut (en reserva) en un partido contra el Bury en la victoria 5 a 1 anotando dos goles en ese partido, el 22 de marzo de 1941. Cinco años más tarde haría su debut en primera división, jugando contra el Chelsea el 31 de agosto de 1946, marcando dos veces en la derrota 4–3. 
Lofthouse fue convocado en 33 partidos internacionales para la Selección de Inglaterra, haciendo su debut el 22 de noviembre de 1950, justificando su convocatoria al marcar 2 goles en el empate 2-2 contra Yugoslavia, en el Highbury. 
El 25 de mayo de 1952, Lofthouse se ganó el mote de "León de Viena" después de anotar su segundo gol en la victoria 3-2 de Inglaterra sobre Austria ya que al hacerlo se le dio un codazo en la cara, abordó por detrás, y finalmente fue derribado por el portero. Al regreso del equipo nacional, anotó seis goles en un partido entre la Liga de Fútbol Inglés y la Liga irlandesa en 24 de septiembre 1952.
En 1953, fue declarado Futbolista Inglés del Año. Anotó un gol -pero estaba en el bando perdedor - en la final de la FA Cup de 1953, habiendo anotado previamente en cada ronda de este torneo. Esa temporada encabezó las listas de goleadores de la First División con 30 goles. Hizo una aparición en el Mundial de 1954, anotando dos goles ante Bélgica en un partido que terminó 4-4. Luego de una lesión, su próximo partido en este campeonato sería en los cuartos de final contra Uruguay, el empataría en el minuto 16 aunque no alcanzaría dado que el resultado fue 4-2 a favor de los charrúas.
El 26 de noviembre de 1958, Lofthouse hizo su última aparición con la selección de Inglaterra, ante Gales, a la edad de 33 años, y se retiró oficialmente en enero de 1960 debido a una lesión en el tobillo, aunque su último partido de la liga no fue hasta el 17 de diciembre de ese año, cuando sufrió una lesión en la rodilla ante el Birmingham City. Lofthouse está séptimo en la lista de máximos goleadores de la división del fútbol inglés.